# Sentimental Value
Sentimental Value (en noruego: Affeksjonsverdi) es una próxima película noruega de comedia dramática dirigida por Joachim Trier, que escribio el guion junto con Eskil Vogt. Está protagonizada por Renate Reinsve, Inga Ibsdotter Lilleaas, Stellan Skarsgård, Elle Fanning y Cory Michael Smith.
La película se estrenará mundialmente en la competencia principal del Festival Internacional de Cine de Cannes de 2025, donde fue nominada a la Palma de Oro.

## Reparto
- Renate Reinsve como Nora
- Inga Ibsdotter Lilleaas como Agnes
- Stellan Skarsgård como Gustav
- Elle Fanning
- Cory Michael Smith

## Producción
La fotografía principal comenzó en agosto de 2024 en Oslo.

## Estreno
El 10 de abril de 2025 se anunció que Sentimental Value competiría por la Palma de Oro en el Festival Internacional de Cine de Cannes de 2025, previsto para mayo de 2025. Minutos después, Mubi anunció que había adquirido los derechos de la película para el Reino Unido, Irlanda, Latinoamérica, Turquía e India.